# Pyodermite
 Mise en garde médicale
Maladie cutanée purulente, la pyodermite peut être aiguë ou chronique, locale ou diffuse. La pyodermite est étymologiquement une infection de la peau. Elle est d'origine externe, causée par une bactérie, généralement le staphylocoque ou le Streptococcus pyogenes. Une pyodermite peut être circonscrite ou généralisée. Elle peut être contagieuse, par contact direct ou par l'intermédiaire de mains souillées.
C'est également une pathologie dermatologique extrêmement fréquente chez les chiens. Elle est nommée pyodermite canine (ou dermatite pyotraumatique). Elle peut être alors superficielle, ou profonde.